# De Stalkshow
De Stalkshow was een televisieprogramma uit 2002 van BNN, gepresenteerd door Bart de Graaff.
In dit programma stalkte Bart de Graaff een week/dag lang bekende Nederlanders door die persoon cadeautjes te geven, ongevraagd mee te lopen en ongewenst te volgen wat de BN'er op die dag doet. Het programma was ontstaan als spin-off van het kleinere onderdeel dat het had in De Graaffs eerdere programma, 'De Dwangbuis'. Door het succes dat met dit onderdeel werd behaald werd besloten dit onderdeel een compleet eigen programma te geven.
In 2002 won het programma een Gouden Beeld in de categorie Amusement.
De Graaff was in 2002 bezig aan een nieuwe reeks van het programma, toen hij aan de gevolgen van zijn slepende ziekte overleed na een kort ziekbed. Slechts één uitzending was opgenomen voor de nieuwe reeks, die nog niet was uitgezonden. Op 30 mei 2005 werd naar aanleiding van de derde sterfdag van De Graaff deze uitzending alsnog uitgezonden en werd bekend dat hij Inge de Bruijn tijdens haar voorbereidingen had lopen stalken.
Op 26 mei 2007 werd er door BNN stilgestaan bij het 5-jarige overlijden van Bart de Graaff. Hierin maakten de presentatoren van BNN remakes van de programma's van Bart de Graaff. Filemon Wesselink stalkte daarom een dag lang Beau van Erven Dorens.
3 op Reis ·
Afkicken ·
De allerslechtste echtgenoot van Nederland ·
Atletico Ananas ·
AVRO's Sterrenslag ·
Baby te huur ·
De Badgasten ·
De beste ·
Bitches ·
Bloed, Zweet en Luxeproblemen ·
Break Free · 
Cash Cab ·
Comedy Live ·
Costa! ·
Crazy 88 ·
Dennis en Valerio vs de rest ·
Dennis vs Valerio ·
Doe Maar Normaal ·
Egoland ·
Feuten ·
Finals ·
Floortje en de ambassadeurs · 
Floortje naar het einde van de wereld ·
Get Smarter in a Week ·
Golden Oldies ·
De Grote Donorshow ·
Hey DJ ·
Je zal het maar hebben ·
Je zal het maar zijn ·
Kannibalen ·
Katja vs Bridget ·
Katja vs De Rest ·
Kebab TV ·
De Klimaatpolitie ·
Lama gezocht ·
De Lama's ·
Lijst 0 ·
Loverboys ·
MaDiWoDoVrijdagshow ·
De Man met de Hamer ·
Mystery Party ·
De Nationale Eettest ·
De Nationale IQ Test ·
Neuken doe je zo! ·
De Nieuwste Show ·
Nu we er toch zijn ·
Onderweg naar Morgen ·
Over Mijn Lijk ·
Ranking the Stars ·
Rat van Fortuin ·
Ruben vs Geraldine ·
Ruben vs Katja ·
Ruben vs Sophie ·
Het schnitzelparadijs ·
De School ·
De slechtste chauffeur van Nederland ·
Sluipschutters ·
Smeris ·
De Social Club ·
Spuiten en Slikken ·
De Stalkshow ·
StartUp ·
Sterretje Gezocht ·
Stop in the Name of Love ·
Tessa ·
Tequila ·
Top of the Pops ·
Try Before You Die ·
Van God Los ·
Vier handen op één buik ·
VOC ·
Vrijdag op Maandag ·
Waar kan ik je 's nachts voor wakker maken? ·
Walhalla ·
Weg met BNN ·
De Zeven Zeeën